# 最明寺 (松山市)
最明寺（さいみょうじ）は、愛媛県松山市にある臨済宗妙心寺派の寺院。山号は大雄山。本尊は薬師如来。

## 歴史
この寺は、740年（天平12年）に創建されたと伝えられ、1185年（文治元年）に河野親経が恵良城を築いたときには、東谷から西谷に移し、1256年（康元元年）には北条時頼が道隆蘭渓に招き寺を再興して最明寺と名付けた。南北朝時代の1373年（文中3年）河野通定の開基、月菴宗光の開山によって中興された。
1795年（寛政7年）に俳人小林一茶が訪れた時、一夜の宿を過ごす予定だったが、当時住職から断れたというエピソードがある。その後1994年（平成6年）に句碑が建立された。

## 文化財
- 愛媛県指定文化財
  - 絹本著色月庵宗光像（1965年4月2日指定）[5]